# بطولة ويمبلدون 1986
هنا قائمة ببطولات ويمبلدون لسنة 1986:

## الكبار

### فردي رجال
بوريس بيكر هزم  إيفان ليندل, 6-4, 6-3, 7-5

### فردي سيدات
مارتينا نافراتيلوفا هزم  هانا ماندليكوفا, 7-6(7-1), 6-3

### زوجي رجال
جواكيم نايستروم و ماتس ويلندر هزم  غراي دونيلي و بيتر فليمنغ, 7-6(7-4), 6-3, 6-3

### زوجي سيدات
مارتينا نافراتيلوفا و بام شرايفر هزم  هانا ماندليكوفا و ويندي تورنبل, 6-1, 6-3

### زوجي مختلط
كين فلاتش و كاثي جوردان هزم  هاينز غنتهارد و مارتينا نافراتيلوفا, 6-3, 7-6(9-7)

## الشباب

### فردي أولاد
إدواردو فيليس هزم  خافير سانشيز, 6-3, 7-5

### فردي بنات
ناتاشا زفيريفا هزم ليلى مسكاي, 2-6, 6-2, 9-7

### زوجي أولاد
توماس كاربونيل و بيتر كوردا هزم  شان بار و هوبرت كاراش, 6-1, 6-1

### زوجي بنات
مايكل جاغارد و ليزا أونايل هزم ليلى مسكاي و ناتاشا زفيريفا, 7-6(7-3), 6-7(4-7), 6-4